# Col Needham
Pour les articles homonymes, voir Needham.
Col Needham est un informaticien britannique, fondateur de la base de données Internet Movie Database, né le 26 janvier 1967 à Denton.

## Biographie
Dès 1981, à 14 ans, il écrit des programmes de jeux vidéo et crée sa propre société pour les diffuser. Il se passionne également pour le cinéma. Alors qu'il est ingénieur chez Hewlett-Packard à Bristol, il réalise une base de données dédiée aux films et la met en ligne en 1990 : c'est la première version de ce qui va devenir IMDb.
En 1998, il vend IMDb à Amazon. 
Il vit actuellement dans la banlieue de Bristol, en Angleterre.